# Motagua (rivier)
De Motagua is een rivier in Guatemala en Honduras. Met een lengte van ongeveer 400 kilometer is het de langste rivier van Guatemala.
De Motagua ontspringt in de hooglanden van West-Guatemala en stroomt vervolgens naar het zuidoosten, waar het de zone van de Motagua-Polochicbreuk binnenstroomt, de grens van de Noord-Amerikaanse plaat en de Caribische plaat. De rivier volgt deze breukzone, richting het oostnoordoosten. Het rivierdal vormt een van de belangrijkste verkeersassen van Guatemala, waaronder de Centraal-Amerikaanse Snelweg 9 en de spoorlijn van Guatemala-Stad naar Puerto Barrios, en vormt de verbinding tussen Guatemala-Stad en de Caribische Zee. In de laatste kilometers voor haar monding in de Golf van Honduras volgt de Motagua de grens tussen Guatemala en Honduras.
De vallei van de Motagua is de enige plek in Meso-Amerika waar jade wordt aangetroffen, en nam dan ook een belangrijke plaats in de handelsnetwerken van de Maya's in. De Mayastad Quiriguá ligt aan haar oever.
- Virtual International Authority File: 315125429